# Nikolaus Gromann

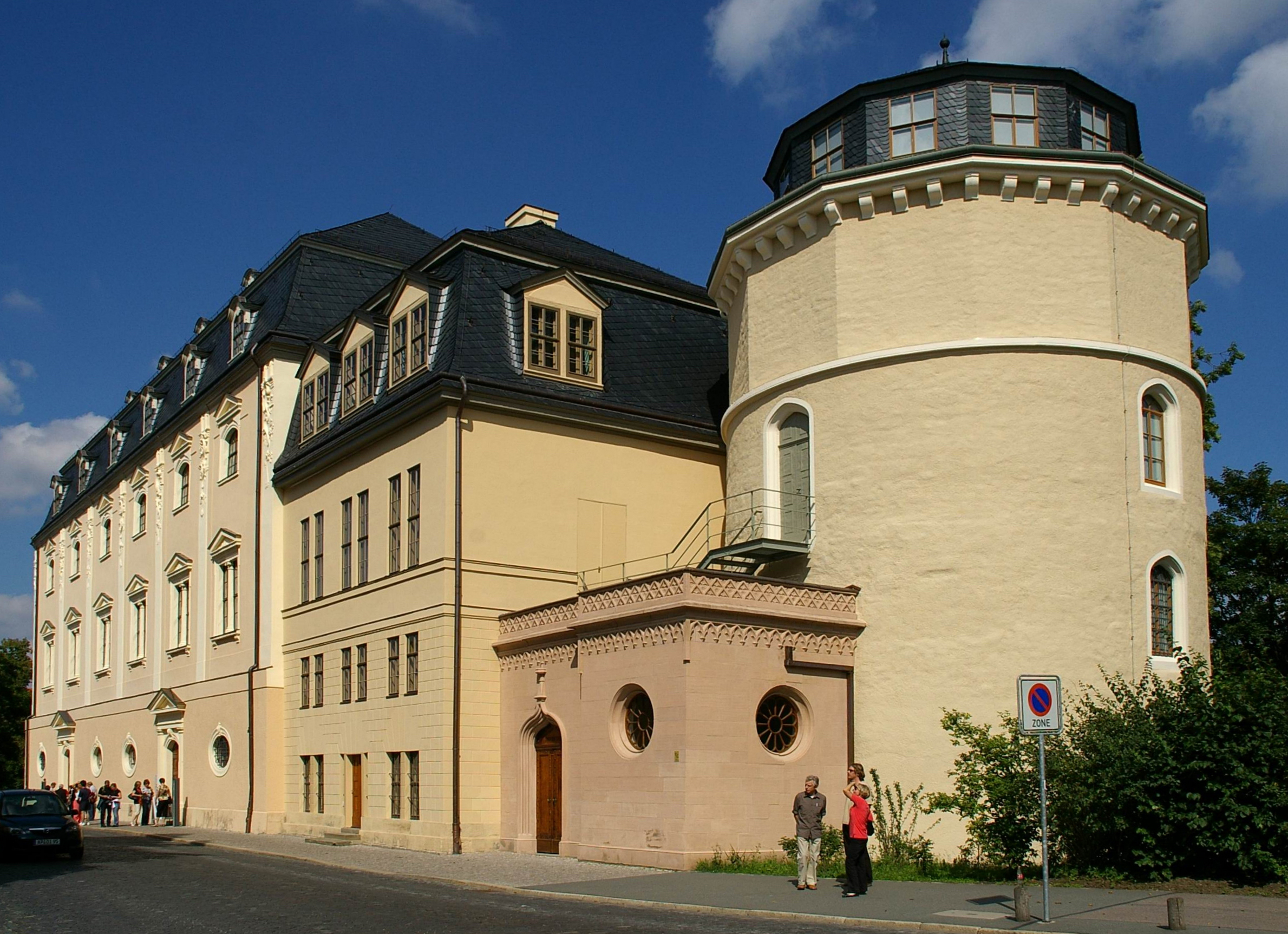
Herzogin Anna Amalia Bibliothek Weimar

Nikolaus Gromann auch: Nickel Grohmann (* um 1500; † 29. November 1566 in Gotha) war ab 1543 wichtigster Hofarchitekt des ernestinischen Zweiges der Wettiner. Zuerst arbeitete er für den sächsischen Kurfürsten Johann Friedrich I. (der Großmütige). Er wurde ebenso für dessen Verwandte und Nachkommen tätig, die in Weimar, Gotha, Coburg und Altenburg residierten.

## Leben

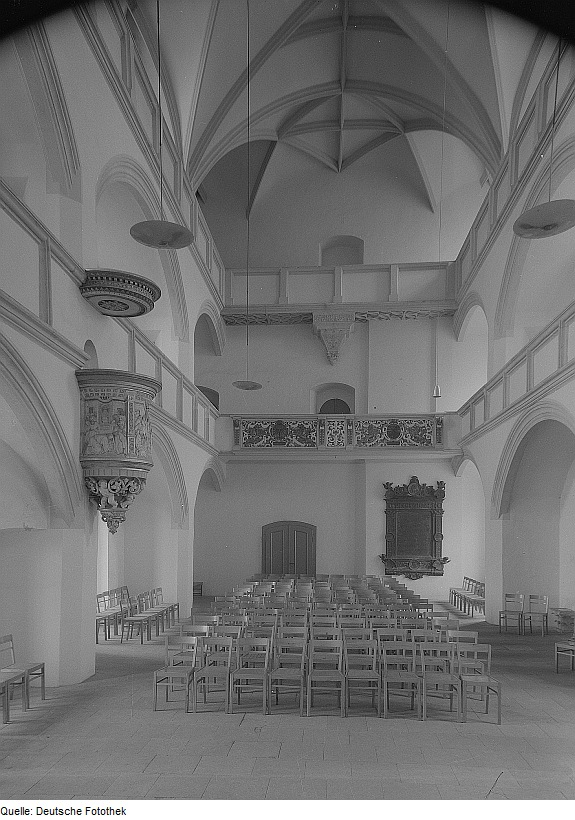
Schlosskapelle von 1543 im Schloss Hartenfels, Torgau

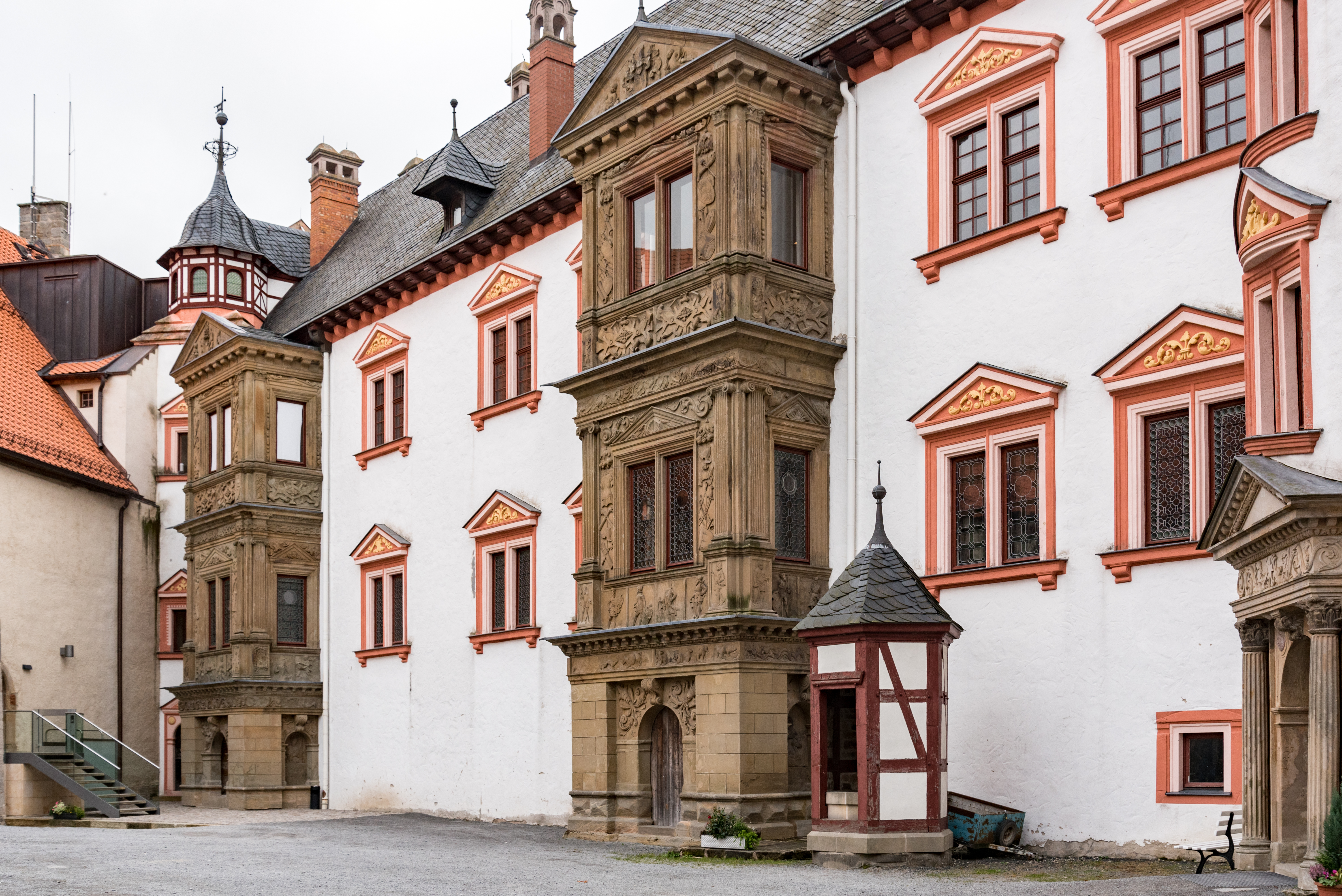
Hoffassade des Französischen Baus auf der Veste Heldburg (1560)

Als Gromanns Lehrmeister gilt vor allem Konrad Krebs (auch Kunz Krebs genannt; † 1540 in Torgau), aber auch Andreas Günter († 1542 in Torgau), deren Werk er weiterführte. Ein 1536 von Gromann an Johann Friedrich I. gerichteter Brief ist die erste überlieferte schriftliche Nachricht von ihm, er unterschrieb ihn als stein metz. 1537 schrieb er in einem Bericht an den Kurfürsten: Nachdem mich i.f.g. (Ihre fürstlichen Gnaden) zu einem Baumeister angenommen, Weyda zu bauwen. 1543 wurde Gromann von Johann Friedrich I. zum kurfürstlichen Baumeister auf Lebenszeit bestallt.
Als erster Wohnsitz ist Weida bekannt. 1544 gab Gromann Gotha als Wohnsitz an. Um 1550 zog er nach Weimar, wo er sich ein eigenes Haus baute. Das verkaufte er 1563, um wieder nach Gotha zu ziehen. Dort hatte ihm schon 1553 der Kurfürst einige Stücke Acker zu Gotha verbrieft.
Größere Aufmerksamkeit wurde Gromann erstmals zuteil, als er 1543 bis 1544 die erste nach der Reformation errichtete protestantische Kirche entwarf und erbaute: die Schlosskapelle auf Schloss Hartenfels in Torgau. Die Emporensaalkirche fügte er gekonnt in die mittelalterliche Bausubstanz ein. Martin Luther hat nach Fertigstellung die Kirche 1544 persönlich geweiht.
Am Modell der Torgauer Schlosskapelle orientierten sich die Entwürfe der späteren Schlosskapellen-Neubauten der protestantischen Fürsten in Dresden, Schwerin, Stettin, Heidelberg und Augustusburg. 1552 hat Gromann seinen Torgauer Entwurf ähnlich noch einmal für die Schlosskapelle des Schlosses Grimmenstein ausgeführt, die nicht erhalten blieb.
Gromann hat zahlreiche Baustellen in den ernestinischen Ländern betreut, neben Schlössern hat er auch Rathäuser, Kirchen, Befestigungsanlagen, Straßen, Brücken und Brunnen gebaut.
Ein Verdienst Nikolaus Gromanns ist die Weiterentwicklung der Renaissance-Bauweise in den ernestinischen Ländern durch die intensivere Rezeption antikisierender Baumotive wie Fensterverdachungen oder Konsolgesimse. Als Spätwerk errichtete er bedeutende Renaissance-Gebäude: das Rathaus in Altenburg und die sogenannten Neuen Bauten, in Weimar das Französische Schloss (heute: Herzogin Anna Amalia Bibliothek) und in Heldburg den Französischen Bau der Veste Heldburg (heute: Deutsches Burgenmuseum).
Gromann hat seinen Entwurf für den Schönen Erker an den Wohngemächern des Kurfürsten am Nordflügel des Torgauer Schlosses in Heldburg erneut und in höchster Vollendung von 1560 bis 1564 am Französischen Bau der Veste Heldburg zweifach ausgeführt. Heute werden die beiden Erker Herren- und Frauenerker genannt. Zeitgleich entstand nach seinem Entwurf das prächtige Altenburger Rathaus. Seinen Entwurf des Geraer Rathauses konnte er nicht mehr selbst ausführen, das übernahm ab 1573 Nikolaus Theiner.
Gromann fand seine letzte Ruhestätte auf dem Gothaer Friedhof I (auch Alter Gottesacker genannt) zwischen Werderstraße (heute Bohnstedtstraße) und Eisenacher Straße. Bei der 1904 erfolgten Beräumung des Friedhofs für den Bau von Stadtbad und Arnoldischule verschwand sein Grabstein. Heute erinnert eine an der dort errichteten Turnhalle der Arnoldischule angebrachte Gedenktafel an Grabmäler auf dem Alten Gottesacker, darunter das von Nikolaus Gromann.
Sein Sohn war der Bildhauer Sebastian Gromann.

## Bauten

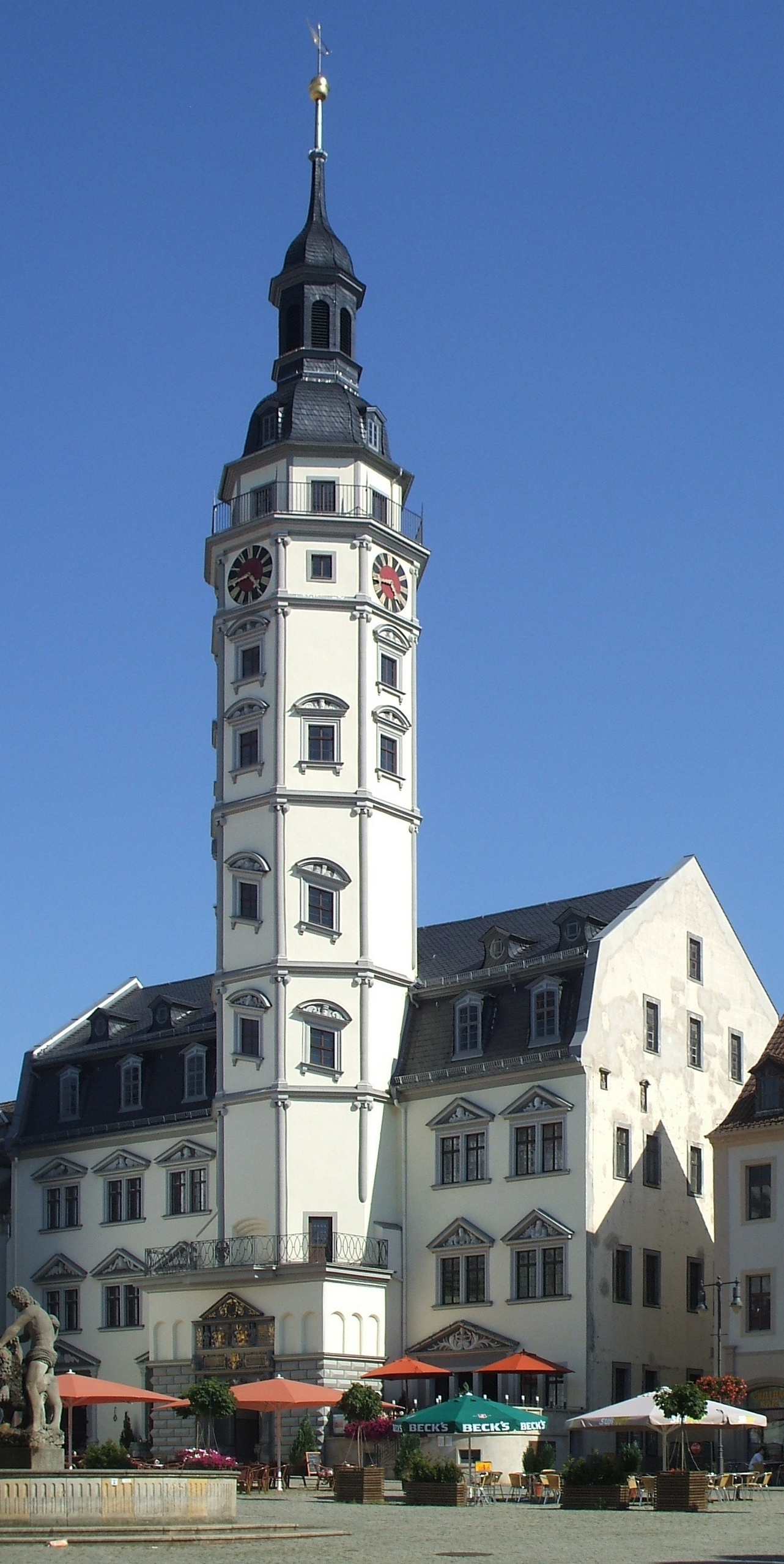
Geraer Rathaus
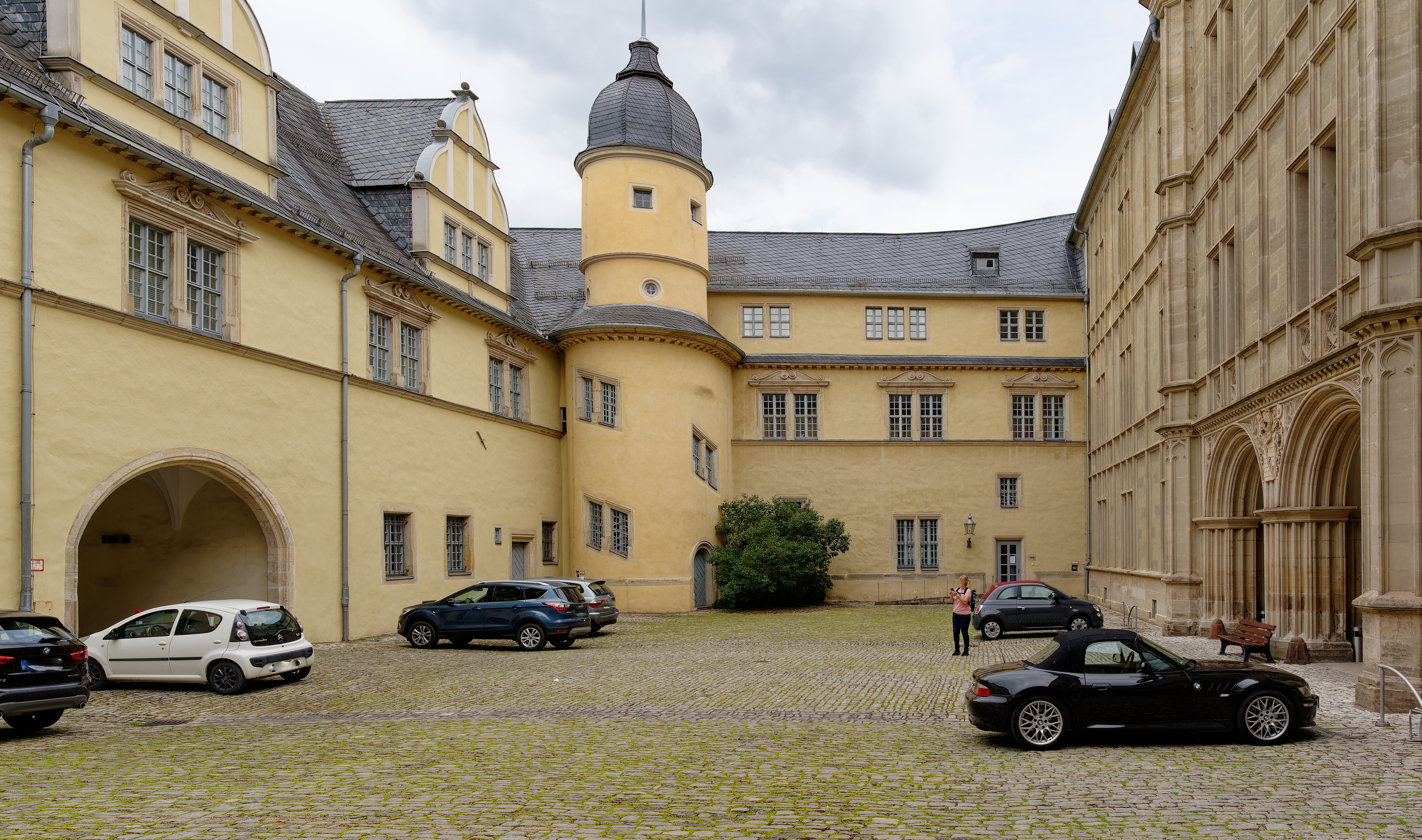
Schloss Ehrenburg in Coburg, südlicher Hof (1543)
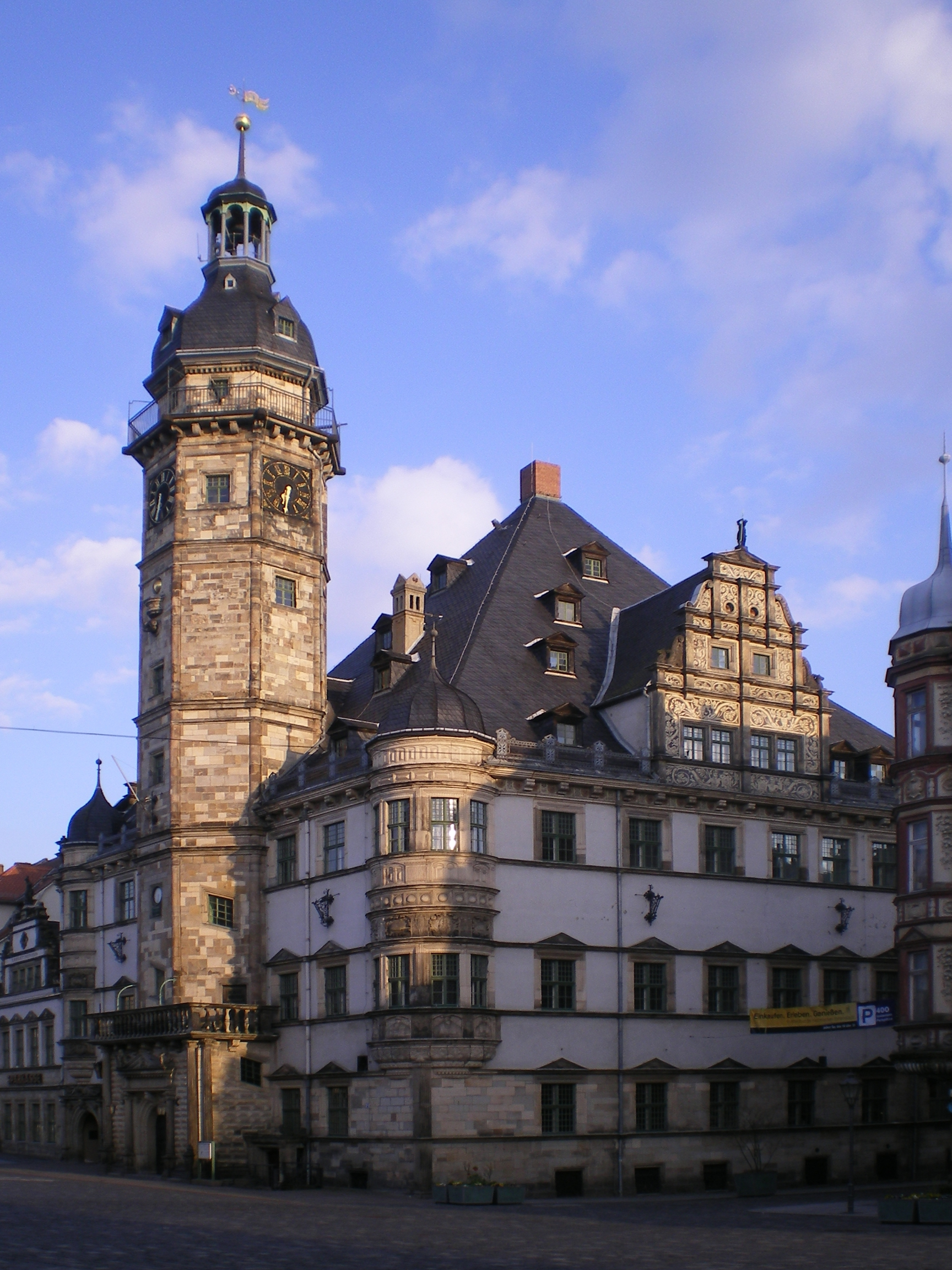
Altenburger Rathaus
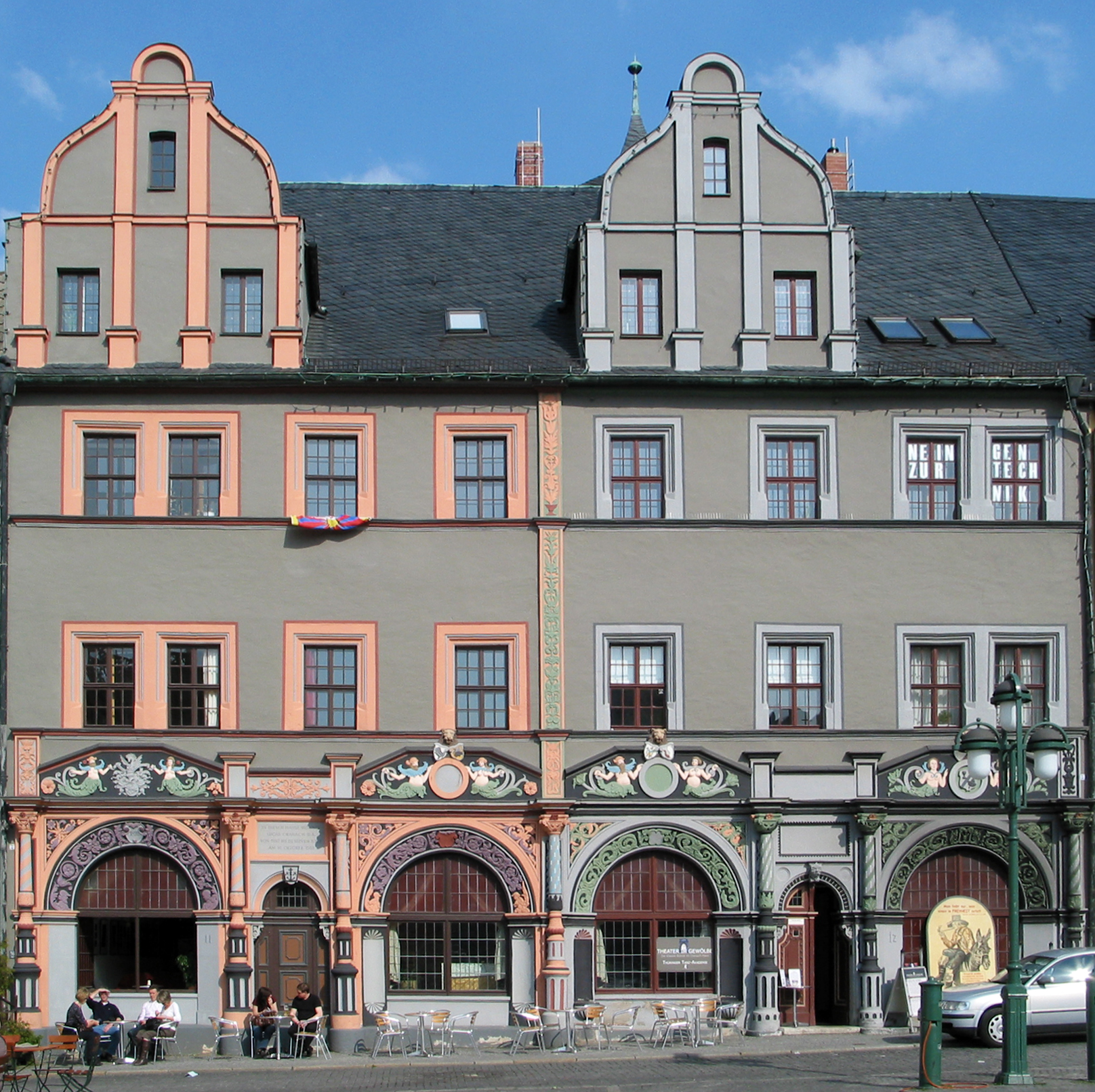
Cranachhaus (links) in Weimar
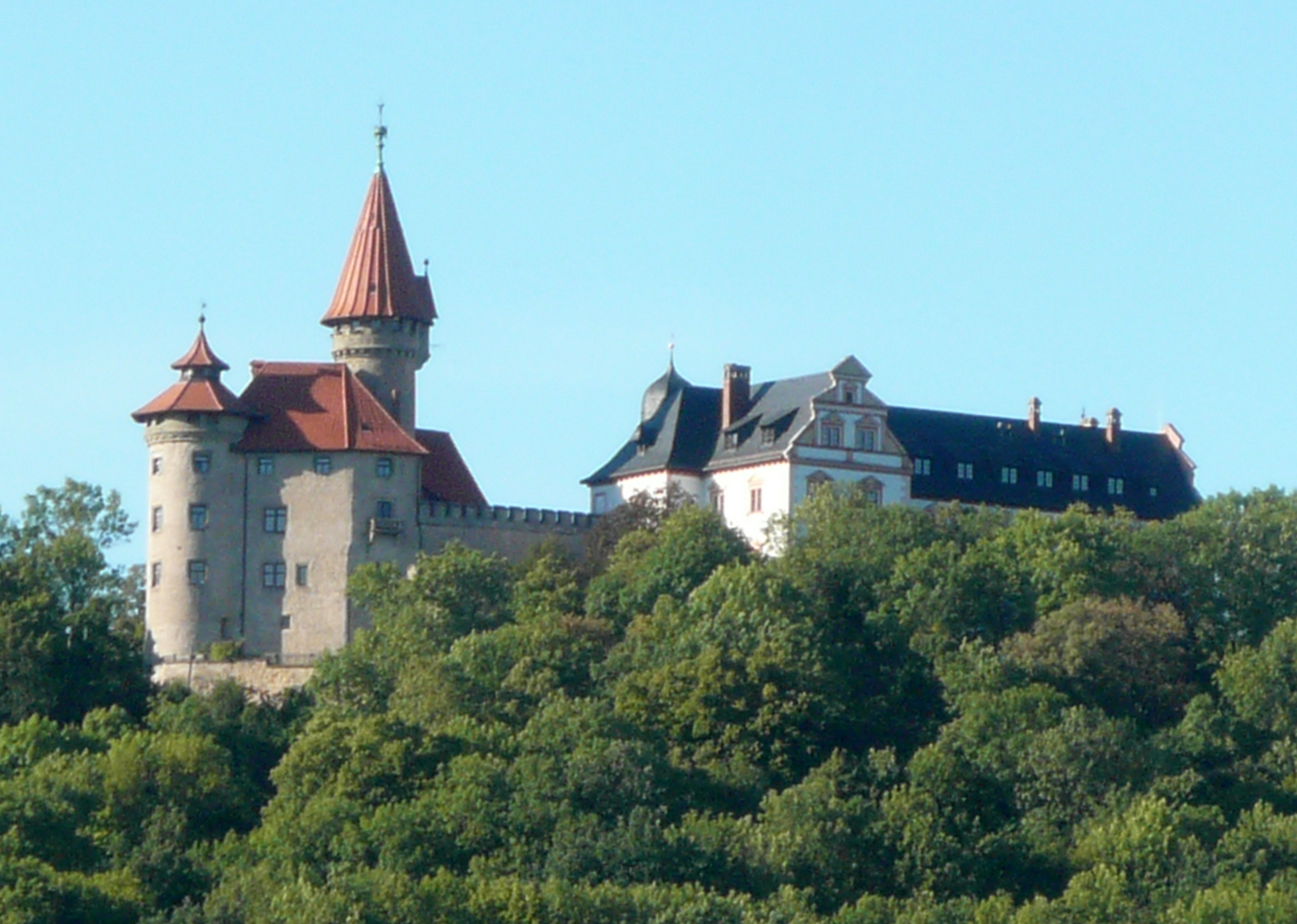
Veste Heldburg, rechts der Französische Bau (1560)
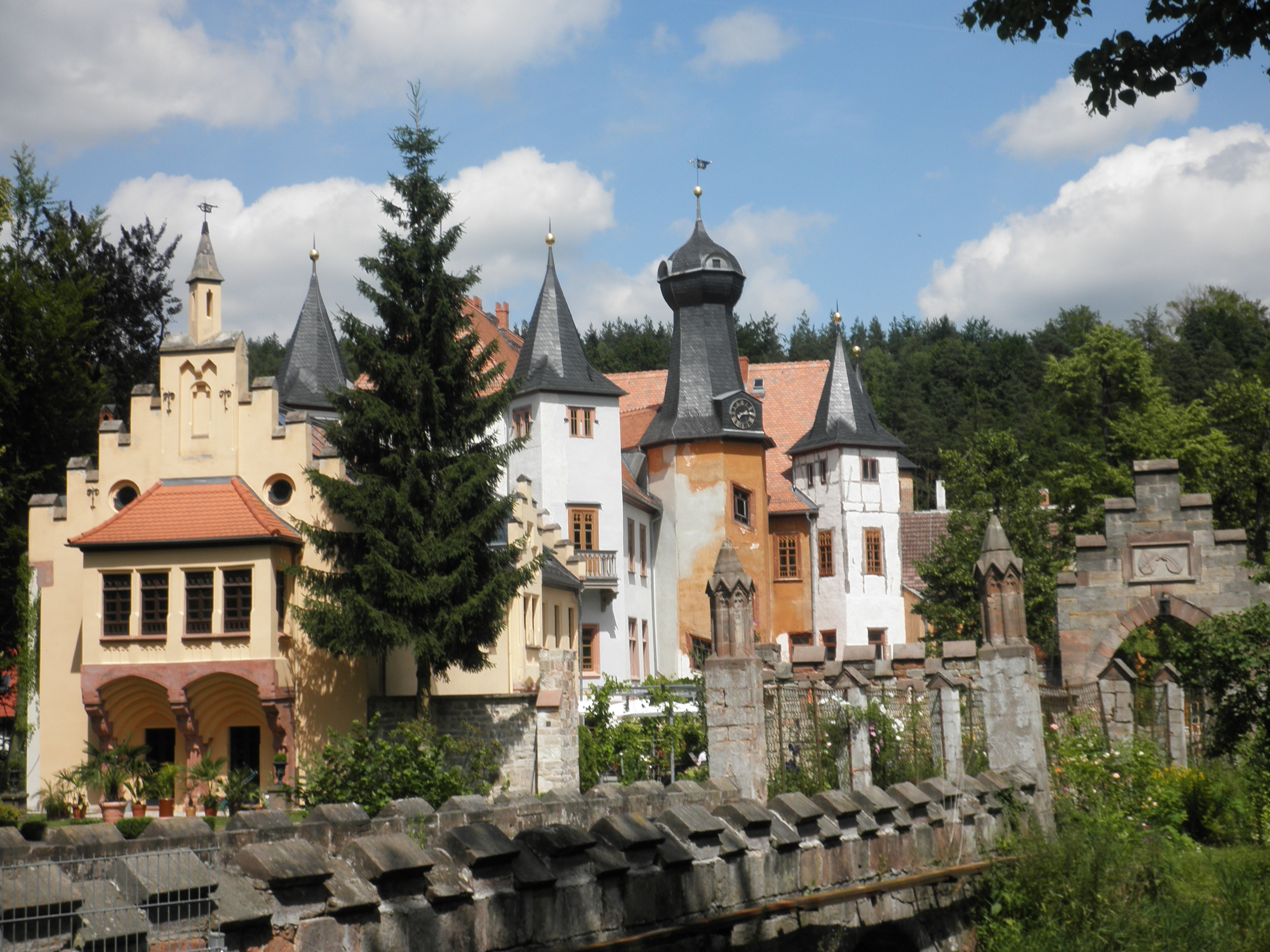
Jagdschloss Fröhliche Wiederkunft in Trockenborn-Wolfersdorf
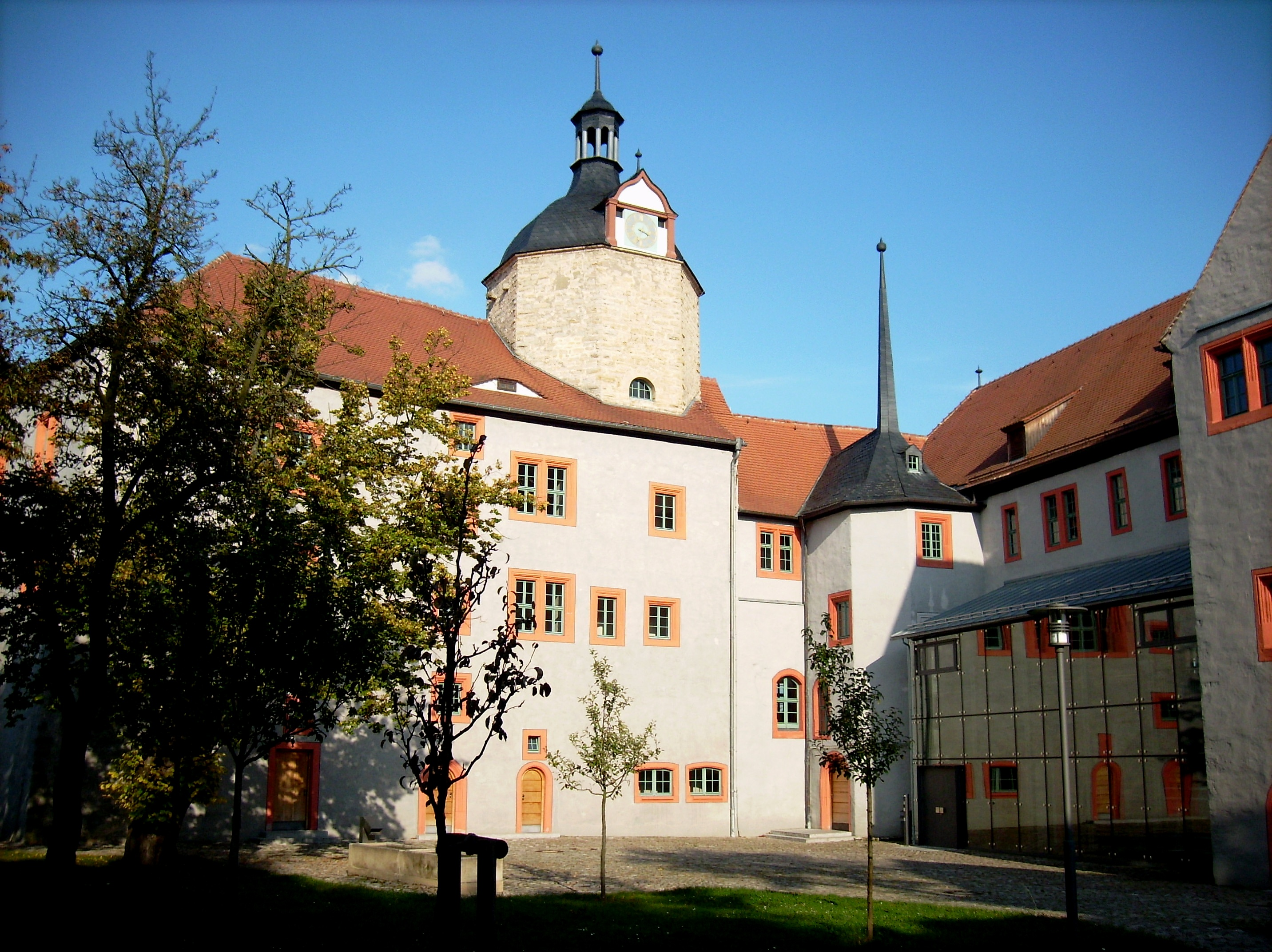
Altes Schloss von Dornburg/Saale

- 1536/37 Umbau der Osterburg in Weida (umgebaut erhalten)
- 1543–1545 Schloss Hartenfels mit Schlosskapelle in Torgau, gemeinsam mit Kunz Krebs, Gromann errichtete den Nordflügel und die Schlosskapelle, die der erste protestantische Kirchenbau war (erhalten)
- 1543 Entwurf für Schloss Ehrenburg in Coburg (Südflügel und Treppenturm erhalten), ausgeführt von Caspar Vischer[2]
- 1545 Torhaus am Weimarer Stadtschloss
- 1548–1552 Jagdschloss Fröhliche Wiederkunft in Wolfersdorf, Holzland (umgebaut erhalten)
- 1549 Schloss Stadtroda in Stadtroda (1638 bei einem Brand zerstört)
- 1549 Cranachhaus in Weimar (erhalten, originalgetreuer Wiederaufbau nach Bombenschaden 1945)
- 1550 Umbau des Palas der Wartburg bei Eisenach (umgebaut erhalten)
- 1550 Umbau des Weimarer Stadtschlosses (Portal des Torhauses erhalten)
- 1554–1560 Umbauten auf der Veste Coburg in Coburg (umgebaut erhalten)
- 1552 Bau des 80 m tiefen Burgbrunnens auf der Leuchtenburg in Seitenroda
- 1552/53 Stadtbefestigung und Burg Grimmenstein in Gotha (1567 zerstört)
- 1555–1557 Erweiterung und Verstärkung der Burgmauern um Schloss Herbsleben
- 1557–1559 Collegii in Jena (Wohnheime der Universität Jena)
- 1560 Altes Schloss der Dornburger Schlösser in Dornburg/Saale (erhalten)
- 1560–1564 Ausbau der Veste Heldburg, Errichtung des Französischen Baus auf der Veste in Heldburg (erhalten, Brand 1982, originalgetreuer Wiederaufbau von 1990 bis 2013, heute Deutsches Burgenmuseum) und Bau des 114 Meter tiefen Burgbrunnens
- 1562–1569 Grünes Schloss oder Französisches Schloss in Weimar, heute als Teil der Herzogin Anna Amalia Bibliothek umgebaut erhalten
- 1562 Altenburger Rathaus (erhalten)
- 1563 Wiederaufbau der Leuchtenburg in Seitenroda (umgebaut erhalten)
- 1573–1576 Geraer Rathaus, Entwurf von Gromann, Bauausführung durch Nikolaus Theiner (erhalten)

## Sonstiges
- 1555 Grabplatte für Lucas Cranach d. Ä. (erhalten, aufgestellt in der Herderkirche in Weimar), Kopie auf dem Jacobsfriedhof Weimar